# 赤道ギニア海軍艦艇一覧
赤道ギニア海軍艦艇一覧は、赤道ギニア共和国海軍が過去保有した、または現在保有する、または将来保有する予定の、未完成・計画中止を含めた歴代艦艇一覧である。
凡例

## 現有勢力（2024年現在）
- 国防予算：不詳[1]
- 海軍人員：500名[1]
- 艦船隻数：12隻（排水量20t以上）[1]

フリゲート×1
哨戒艦×1
哨戒艇×9
輸送艦×1